# مورنسي (أريزونا)
مورنسي (بالإنجليزية: Morenci CDP, Arizona)‏ هي منطقة سكنية تقع بولاية أريزونا في الولايات المتحدة. تبلغ مساحتها 2.40 كم2، وترتفع عن سطح البحر 1,447 م، بلغ عدد سكانها 1,489 نسمة في عام 2010 حسب إحصاء مكتب تعداد الولايات المتحدة وتصل الكثافة السكانية فيها 620.4 نسمة لكل كيلومتر مربع (1,606.8/ميل2).

## التركيبة السكانية
حدّد مكتب تعداد الولايات المتحدة بيانات التركيبة السكانية لمورنسي في تعداد الولايات المتحدة. في ما يلي، التركيبة السكانية حسب تعدادي 2000 و2010.

### تعداد عام 2000
بلغ عدد سكان مورنسي 1,879 نسمة بحسب تعداد عام 2000، وبلغ عدد الأسر 672 أسرة وعدد العائلات 455 عائلة مقيمة في المنطقة السكنية. في حين سجلت الكثافة السكانية 782.9 نسمة لكل كيلومتر مربع (2,027.7/ميل2). وبلغ عدد الوحدات السكنية 754 وحدة بمتوسط كثافة قدره 314.2 لكل كيلومتر مربع (813.8/ميل2).
وتوزع التركيب العرقي للمنطقة السكنية بنسبة 67.96% من البيض و0.48% من الأمريكيين الأفارقة و2.13% من الأمريكيين الأصليين و0.53% من الأمريكيين ذوي الأصول الآسيوية و0.05% من سكان جزر المحيط الهادئ و24.91% من الأعراق الأخرى و3.94% من عرقين مختلطين أو أكثر و44.54% من الهسبانيون أو اللاتينيون من أي عرق.
بلغ عدد الأسر 672 أسرة كانت نسبة 48.7% منها لديها أطفال تحت سن الثامنة عشر تعيش معهم، وبلغت نسبة الأزواج القاطنين مع بعضهم البعض 56.7% من أصل المجموع الكلي للأسر، ونسبة 6.1% من الأسر كان لديها معيلات من الإناث دون وجود شريك، بينما كانت نسبة 4.9% من الأسر لديها معيلون من الذكور دون وجود شريكة وكانت نسبة 32.3% من غير العائلات. تألفت نسبة 30.8% من أصل جميع الأسر من عدة أفراد يعيشون في نفس المنزل ونسبة 0.7% كانت تتألف من شخص يعيش بمفرده يبلغ من العمر 65 عاماً أو أكثر. وبلغ متوسط حجم الأسرة المعيشية 2.80، أما متوسط حجم العائلات فبلغ 3.55.
بلغ العمر الوسطي للسكان 30.5 عاماً. وكانت نسبة 35.6% من القاطنين تحت سن الثامنة عشر، وكانت نسبة 7.2% بين الثامنة عشر والرابعة والعشرين عاماً، ونسبة 34.4% كانت واقعةً في الفئة العمرية ما بين الخامسة والعشرين والرابعة والأربعين عاماً، ونسبة 22.1% كانت ما بين الخامسة والأربعين والرابعة والستين، ونسبة 0.6% كانت ضمن فئة الخامسة والستين عاماً فما فوق. يوجد لكل 100 أنثى 119.0 ذكر، ويوجد لكل 100 أنثى في الثامنة عشر من عمرها فما فوق 128.7 ذكر.
بلغ متوسط دخل الأسرة في المنطقة السكنية 46,010 دولارًا، أما متوسط دخل العائلة فبلغ 54,583 دولارًا. وكان متوسط دخل الذكور 41,875 دولارًا مقابل 26,063 دولارًا للإناث. وسجل دخل الفرد الخاص بالمنطقة السكنية 18,695 دولارًا. وكانت نسبة 2.7% من العائلات ونسبة 3% من السكان تحت خط الفقر، وكان من هؤلاء نسبة 4.1% تحت سن الثامنة عشر ونسبة 0% في الخامسة والستين من العمر وما فوق.

### تعداد عام 2010
بلغ عدد سكان مورنسي 1,489 نسمة بحسب تعداد عام 2010، وبلغ عدد الأسر 562 أسرة وعدد العائلات 344 عائلة مقيمة في المنطقة السكنية. في حين سجلت الكثافة السكانية 620.4 نسمة لكل كيلومتر مربع (1,606.8/ميل2). وبلغ عدد الوحدات السكنية 792 وحدة بمتوسط كثافة قدره 330 لكل كيلومتر مربع (854.7/ميل2).
وتوزع التركيب العرقي للمنطقة السكنية بنسبة 70.65% من البيض و2.35% من الأمريكيين الأفارقة و2.89% من الأمريكيين الأصليين و0.74% من الأمريكيين ذوي الأصول الآسيوية و0.07% من سكان جزر المحيط الهادئ و18.13% من الأعراق الأخرى و5.17% من عرقين مختلطين أو أكثر و53.12% من الهسبانيون أو اللاتينيون من أي عرق.
بلغ عدد الأسر 562 أسرة كانت نسبة 42.9% منها لديها أطفال تحت سن الثامنة عشر تعيش معهم، وبلغت نسبة الأزواج القاطنين مع بعضهم البعض 45% من أصل المجموع الكلي للأسر، ونسبة 5.5% من الأسر كان لديها معيلات من الإناث دون وجود شريك، بينما كانت نسبة 10.7% من الأسر لديها معيلون من الذكور دون وجود شريكة وكانت نسبة 38.8% من غير العائلات. تألفت نسبة 34% من أصل جميع الأسر من عدة أفراد يعيشون في نفس المنزل ونسبة 0.9% كانت تتألف من شخص يعيش بمفرده يبلغ من العمر 65 عاماً أو أكثر. وبلغ متوسط حجم الأسرة المعيشية 2.65، أما متوسط حجم العائلات فبلغ 3.44.
بلغ العمر الوسطي للسكان 28.7 عاماً. وكانت نسبة 33.4% من القاطنين تحت سن الثامنة عشر، وكانت نسبة 10.1% بين الثامنة عشر والرابعة والعشرين عاماً، ونسبة 31.4% كانت واقعةً في الفئة العمرية ما بين الخامسة والعشرين والرابعة والأربعين عاماً، ونسبة 23.9% كانت ما بين الخامسة والأربعين والرابعة والستين، ونسبة 1.1% كانت ضمن فئة الخامسة والستين عاماً فما فوق. وتوزع التركيب الجنسي للسكان بنسبة 54.5% ذكور و45.5% إناث.

## وصلات خارجية
- الموقع الرسمي